# Billy McMillen
Liam "Billy" McMillen (även kallad Billy Mac Maoláin, Liam McMillen och Liam Mac Maoláin), född 19 maj 1927, död 28 april 1975, var en irländsk republikan och ledare i Officiella IRA (OIRA). Han mördades 1975 efter en dispyt mellan OIRA och utbrytarorganisationen Irish National Liberation Army (INLA).

## Biografi

### Anslöt sig till IRA som 16-åring
Billy McMillen föddes år 1927 Belfast och anslöt sig redan som 16-åring till IRA 1943. Under IRA:s gränskampanj (1956-1962) blev han fängslad och internerad i Crumlin Road Jail. 
1964 kandiderade han som självständig kandidat till brittiska parlamentet. Termen självständig användes eftersom Sinn Féin inte tilläts delta i valen och man använde därför självständig för att hänvisa till SF. När McMillen placerade den irländska flaggan i sitt valkontor vid Falls Road blev det kravaller mellan republikaner, lojalister och polisen (RUC). Stämningen hade varit upprörd ända sedan regeringen hade bestämt sig för att förbjuda den irländska flaggan. I oktober 1964 placerades ett foto av McMillen bredvid den irländska flaggan och bredvid Starry Plough. Poliserna valde att ignorera detta, trots att den irländska flaggan var bannlyst, eftersom man ville undvika kravaller. Man gick dock in och tog ner flaggan eftersom Ian Paisley hade hotat polisen med kravaller för att få ner flaggan. Den 28 september 1964 gick en stor Royal Ulster Constabulary (RUC), polisstyrka in och tog ner flaggan. Dagen efter det hängde IRA upp flaggan igen och polisen attackerade en grupp civila som samlats utanför, för att visa sitt stöd för McMillen. Vid den här tiden tog McMillen även över posten som Officer Commanding (ungefär befälhavare) för IRAs Belfastbrigad från Billy McKee. Många ser detta som start på konflikten i Nordirland. Det var även dessa händelser som fick den nuvarande Sinn Féin-ledaren Gerry Adams att intressera sig för politik. 

### Kravallerna 1969
Under 1967 var McMillen med och startade Northern Ireland Civil Rights Association (NICRA), han var medlem i en tremanskommitté som skrev organisationens stadgar. NICRA var hängivna till en reform av Nordirland och framförallt deras röstsystem. Deras aktiviteter resulterade dock oftast i republikanska kravaller. Det fanns oro för att kravallerna skulle sprida sig och att protestanter skulle attackera katolska bostadsområden. Således frågade alltså Ruaíri O Brádaigh hur många vapen IRA:s Belfast Brigad hade ifall det skulle behöva försvara sig. McMillen hävdade då att de enbart hade en pistol, en automatkarbin och lite ammunition.
Den 14 augusti 1969 bröt allvarliga kravaller ut i Belfast och de katolska bostadsområdena blev attackerade av lojalister och av RUC. McMillens Belfast IRA hade fortfarande ett lågt antal vapen eftersom Dublinledningen ansåg att man inte skulle ge Belfastbrigaden vapen för att skjuta andra arbetarklasspersoner. McMillen blev beskylld för det misslyckade försvaret av de katolska bostadsområdena. Han blev arresterad tillfälligt av RUC morgonen den 15 augusti, men släpptes senare. 
McMillens roll i kravallerna 1969 var stor eftersom hans handlingar där var en av de större anledningarna till splittringen inom rörelsen. McMillen försvarade dock 1972 det misslyckade försvaret, eftersom de enbart var 120 män och bara hade 24 vapen, varav de flesta var pistoler. 

### Brytning med det gamla IRA
Efter upploppen anklagade McKee Billy McMillen, IRA:s OC (befälhavare) i Belfast, och den Dublinbaserade IRA-ledningen för att ha misslyckats med att få fram vapen, planera och med att sända tillräckligt många män för att försvara de katolska bostadsområdena. Den 22 september anlände McKee och flera andra IRA-män beväpnade till ett möte McMillen anordnat. De lyckades inte störta honom, men de deklarerade att de inte längre skulle ta några order från den Dublinbaserade IRAledningen. [6]
I april 1970 blev McMillen skjuten efter en strid med medlemmar från PIRA. 
juni 1970 hade McMillens OIRA den första stora striden med brittiska armén, som hade blivit sänd till Belfast föregående år, under en incident känd som  "The Falls Curfew". Armén sökte efter vapen i OIRA:s bas i Lower Falls, då de blev attackerade med granat av PIRA-medlemmar. Detta ledde till att brittiska armén skickade in 3000 soldater och strider mellan OIRA och brittiska armén bröt ut och varade under tre dagar. Fem civila dödades och ungefär 60 blev skadade. Armén konfiskerade 35 gevär, 6 maskingevär, 14 hagelbössor, granater, bomber och 21 000 rounds av ammunition tillhörande OIRA. McMillen anklagade PIRA för att starta det hela men sedan vägra att hjälpa till. 
Fejden mellan PIRA och OIRA ökade efter denna incident. PIRA försökte mörda McMillen och hans högra hand Jim Sullivan igen utan att lyckas. Som hämnd för detta lät McMillen den unga PIRA-medlemmen Charlie Hughes mördas och Tom Cahill, yngre bror till PIRA-ledaren Joe Cahill, blev skjuten och skadad. Efter detta förhandlade organisationerna fram en vapenvila mellan varandra.

### OIRAs eldupphör
När de Nordirländska myndigheterna inledde processerna med internering av republikaner i augusti 1971 flydde McMillen Belfast till Irland, där han stannade i flera månader. Under den här tiden utförde Officiella IRA många attacker mot den brittiska armén och andra mål på i Nordirland. I april 1972 försvagades organisationen av att deras ledare Joe McCann dog. Maj samma år så utropade den Dublinbaserade OIRAledningen ett eldupphör, vilket McMillen stödde. McMillen satt under denna period även i Officiella Sinn Féins ledning.

### Fejd med INLA
Bara dagar efter utbrytandet av Irish National Liberation Army, INLA hamnade de två organisationerna i konflikt mellan varandra. Medlemmar ur IRSP/INLA blev attackerade, och innan vapenvila var nådd hade tre unga medlemmar av rörelsen dött.
I en intervju förklarade IRSP/INLA-ledaren Seamus Costello hur han såg på konflikten med OIRA. Han menade att konflikten bestod i att efter grundandet av IRSM/INLA hade antalet medlemmar för Officiella Sinn Féin, OSF, sjunkit drastiskt och i Belfast hade IRSP gått om OIRA och haft dubbelt så många medlemmar. OSF hade därför bett OIRA om att stoppa IRSP:s framfart. Efter denna förfrågan skedde en rad kidnappningar och IRSP:s medlemmar blev trakasserade enligt Costello. 
Efter detta förhandlade organisationerna fram en vapenvila, eftersom man ansåg att man inte skulle bråka internt. 
Den 28 april 1975 fick den framstående Officiella IRA- ledaren Billy McMillen sätta livet till i denna konflikt med INLA. INLA/IRSP-ledaren Costello blev mördad i samma dispyt den 5 oktober 1977. Båda blev mördade när vapenvila mellan OIRA och INLA egentligen rådde.